# Khê Châu

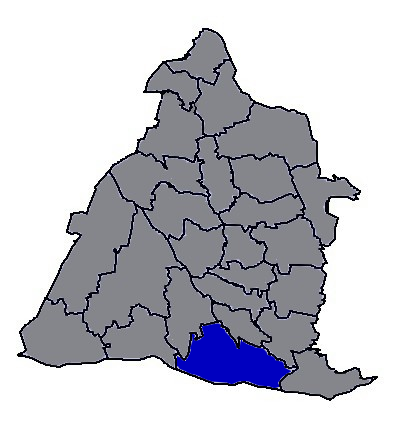
Vị trí tại Chương Hóa

Khê Châu (tiếng Trung: 溪州鄉; bính âm: Xīzhōu Xiāng) là một hương (xã) của huyện Chương Hóa, tỉnh Đài Loan, Trung Hoa Dân Quốc (Đài Loan). Hương nằm trên lực vực của sông Trạc Thủy và có địa hình thấp, không có núi hay hồ nước. Tổng diện tích của Khê Châu là 75,8304 km², dân số vào tháng 8 năm 2011 là 31.329 người thuộc 8.681 hộ gia đình, mật độ cư trú đạt 413,1 người/km².